# 어카운트 엑세큐티브
어카운트 엑세큐티브(account executive)는 성공적인 프로모션 활동과 전략을 만드는데 효율적인 충고를 제공하기 위하여 고객사의 목적, 제품, 전문가적 능력의 이해를 수반하는 광고, 마케팅, 정보기술, 패션 에이전시의 역할이다. 직역해서 예산집행자라고 한다.

## 마케팅, 광고
어카운트 엑세큐티브는 본래 광고주로부터 광고에 소요되는 예산을 위임받아 광고계획을 수립하고 이를 실행하는 등, 광고업무에 관한 일체를 행하는 역할을 말한다. 미국에서는 거의 이와 같은 형태로 이루어져 있으나 우리나라에서는 아직도 대리점이 1업 1사제(一業一社制：특정의 업종을 상대로, 한 회사의 광고주만을 취급하는 것)로 되어 있지 않아서 미국과 같이 철저하지는 않지만 그래도 비교적 광고주의 사내에 깊이 참여하여 광고계획과 그 시행을 대행하고 있다. 대리점 가운데 광고주와 가장 가까운 입장에 있다.